# 大野町 (各務原市)
大野町（おおのちょう）は、岐阜県各務原市の地名。現行行政町名は大野町一丁目から七丁目。

## 地理
各務原市の稲羽地区の西部（旧・更木村）に属する。
町域の東部は小佐野町、成清町、西部は岐阜市芋島、岐阜市東中島、羽島郡岐南町平島、南部は成清町、及び羽島郡岐南町平島、北部は小佐野町、那加萱場町、那加緑町である。
道路
- 東海北陸自動車道岐阜各務原IC
- 国道21号（那加バイパス）
- 県道93号川島三輪線
- 県道95号芋島鵜沼線

## 歴史
かつてこの地域は各務郡大野村。1897年（明治30年）に大野村、上戸村、小佐野村、三井村が合併し更木村が発足。更木村大字大野となる。
1955年（昭和30年）、羽島郡中屋村と稲葉郡更木村、前宮村が合併し、稲羽町が発足。稲羽町大野町に改称する。1963年（昭和38年）、蘇原町、鵜沼町、鵜沼町、稲羽町が合併し各務原市が発足すると、各務原市大野町となる。
1981年（昭和56年）11月10日、稲羽西部土地改良区の区画整理により、大野町一丁目から七丁目が成立。

## 世帯数と人口
2024年（令和6年）10月1日現在の世帯数と人口は以下の通りである。
| 丁目         | 世帯数  | 人口  |
| ------------ | ------- | ----- |
| 大野町一丁目 | 122世帯 | 275人 |
| 大野町二丁目 | 94世帯  | 151人 |
| 大野町三丁目 | 100世帯 | 253人 |
| 大野町四丁目 | 69世帯  | 163人 |
| 大野町五丁目 | 31世帯  | 73人  |
| 大野町六丁目 | 12世帯  | 25人  |
| 大野町七丁目 | 14世帯  | 32人  |
| 計           | 442世帯 | 972人 |

## 小・中学校の学区
市立小・中学校に通う場合、学区は以下の通りとなる。
| 番・番地等 | 小学校                 | 中学校               |
| ---------- | ---------------------- | -------------------- |
| 全域       | 各務原市立稲羽西小学校 | 各務原市立稲羽中学校 |

## 主な施設
- 東海北陸自動車道岐阜各務原IC
- 熊野神社 - 白幣社
- 白山神社
- 佐川急便岐阜営業所

## 交通
- 各務原市ふれあいバス稲羽線